# ラルフ (小惑星)
ラルフ (5051 Ralph) は小惑星帯に位置する小惑星である。ポール・イェンセンがデンマークのブロルフェルド天文台で発見した。ベスタ族と同様の軌道を回っているが、S型小惑星なのでベスタ族には含まれない。
ブロルフェルド天文台の電子工学部門のチーフであった、ラルフ・ニールセンに因んで名付けられた。